# Dominique Janicaud
Dominique Janicaud (Paris, le 14 novembre 1937 - Èze, le 18 août 2002) est un historien de la philosophie et philosophe français.

## Biographie
Il entre à l’École normale supérieure en 1958. Agrégé de philosophie en 1961, ancien pensionnaire de la Fondation Thiers, il est assistant à l’Université de Nice Sophia-Antipolis à partir de 1966, puis maître-assistant et professeur. En 1966, il soutient un doctorat de troisième cycle à la Sorbonne (Ravaisson et Bergson) puis, en 1973, un doctorat d’État en 1973 à l'université Paris IV (Hegel et le destin de la Grèce).
À l'université de Nice, il dirige de 1983 à 1998 le Centre de recherches d’histoire des idées (CRHI, associé au CNRS). Au sein du Département de Philosophie de l'Université de Nice, il a suscité plusieurs équipes de traduction de philosophes anglo-saxons (Whitehead, Wittgenstein, Sallis). À partir de 1998, il est également directeur de la revue Noesis.

## Apport
Ses recherches ont d'abord porté sur le spiritualisme français, puis sur Hegel et la pensée hegelienne. Spécialiste de la philosophie allemande, il s'est intéressé à Heidegger et aux conséquences de la techno-science à l'époque contemporaine. Il a également piloté les traductions françaises de A.N. Whitehead, Process and Reality, Ludwig Wittgenstein, Recherches philosophiques, John Sallis, Espacement de la raison.

### Le tournant théologique de la phénoménologie
Dominique Janicaud est à l'origine d'un débat qui porta dans les années 1990 sur la phénoménologie française contemporaine. Le débat commence en 1992 quand, dans la lignée de Mikel Dufrenne, Janicaud publie un livre dans lequel il reproche à certains phénoménologues français (Emmanuel Lévinas, Paul Ricœur, Michel Henry, Jean-Luc Marion, Jean-Louis Chrétien, Jean-Yves Lacoste) de mettre leur travail philosophique au service de leur foi, participant ainsi à un « tournant théologique de la phénoménologie française », concept repris de la conférence de Martin Heidegger: Die Kehre (Le Tournant).
L'année suivante, Jean-François Courtine édite un livre regroupant des contributions d'Henry, Ricœur, Marion et Chrétien, qu'il avait invités à donner une conférence dans le cadre de son séminaire des Archives Husserl de l'ENS. Les différents protagonistes ne réagissent pas de la même façon. Alors que Michel Henry ne cherche pas à remettre en cause le verdict de Janicaud, en se présentant lui-même comme un philosophe chrétien, c'est en la personne de Jean-Luc Marion que Janicaud trouve un interlocuteur pour alimenter le débat.
En 1999, Janicaud publie La Phénoménologie éclatée, dans lequel il poursuit son enquête en insistant particulièrement sur Marion et Chrétien.
Presque dix ans après le début du débat, une autre figure de la phénoménologie française, Jocelyn Benoist, qui parle plus volontiers d'un « tournant lévinassien » de la phénoménologie française, prend position dans le sens de Janicaud. En avril 2009, Gallimard, avec l’accord des éditions de l’Éclat, publie dans un même recueil Le Tournant théologique de la phénoménologie française et La Phénoménologie éclatée, sous le titre de La Phénoménologie dans tous ses états.

### Heidegger en France
Dominique Janicaud est l'auteur de Heidegger en France, livre constitué de deux parties, dont la première retrace une histoire de la réception de Heidegger en France, et la seconde rassemble des entrevues avec plusieurs acteurs de cette réception : Kostas Axelos, Walter Biemel, Jean-François Courtine, Françoise Dastur, Michel Deguy, Jacques Derrida, Éliane Escoubas, Jean-Pierre Faye, Claude Geffré, Gérard Granel, Jean Greisch, Philippe Lacoue-Labarthe, Jean-Luc Marion, Edgar Morin, Roger Munier, Jean-Luc Nancy, Nicole Parfait et Claude Roëls.

## Œuvres
- Une Généalogie du spiritualisme français. Aux sources du bergsonisme : Ravaisson et la métaphysique, La Haye, M. Nijhoff, collection "Archives internationales d'Histoire des idées", 1969. Bibliogr. p. 220-235, index. Réédition : Ravaisson et la métaphysique. Une généalogie du spiritualisme français, Paris, J. Vrin, 1997.  (ISBN 2-7116-1345-3)

- Prix Bordin de l’Académie française en 1970.
- Hegel et le destin de la Grèce, Paris, J. Vrin, collection "Bibliothèque d'Histoire de la Philosophie", 1975. Bibliogr. p. 343-366, index. Thèse de doctorat d'État, université de Paris IV, 1973. Deuxième édition, 2005.
- Avec Jean-François Mattéi, La Métaphysique à la limite. Cinq études sur Heidegger, Paris, PUF, collection "Épiméthée", 1983.  (ISBN 2-13-037603-7). Réédition : Heidegger et la métaphysique à la limite, augmenté d'un Avant-Propos de Jean-François Mattéi et d'un dialogue entre Dominique Janicaud et Jean-François Mattéi, "Épilogue à deux voix", Nice, Éditions Ovadia, collection "Chemins de pensée", 2010.  (ISBN 978-2-915741-65-0). Traduction américaine sous le titre : Heidegger from Metaphysics to Thought, par Michael Gendre, State University of New York, 1995.
- La Puissance du rationnel, Paris, Gallimard, 1985.  (ISBN 2-07-070343-6)
- L'Ombre de cette pensée. Heidegger et la question politique, Grenoble, Millon, 1990.  (ISBN 2-905614-35-8)
- À nouveau la philosophie, Paris, Albin Michel, 1991.  (ISBN 2-226-05583-5)
- Le Tournant théologique de la phénoménologie française, Combas, Éditions de l'Éclat, 1991.  (ISBN 2-905372-59-1)
- Chronos. Pour l'intelligence du partage temporel, Paris, Grasset, collection "Le Collège de Philosophie", 1997.  (ISBN 2-246-53441-0)
- La Phénoménologie éclatée, Paris, Éditions de l'Eclat, 1998.  (ISBN 2-84162-027-1)
- Heidegger en France, Paris, Albin Michel, 2001. Collection Bibliothèque Albin Michel. Idées, ISSN 1158-4572. Vol. 1, Récit ; Vol. 2, Entretiens. Note(s) : Bibliogr. vol. 1, p. 543-572. Index.  (ISBN 2-226-12681-3) (vol. 1). -  (ISBN 2-226-12703-8) (vol. 2).
- L'Homme va-t-il dépasser l'humain ?, Paris, Bayard, 2002.  (ISBN 2-227-02015-6)
- Aristote aux Champs-Élysées. Promenades et libres essais philosophiques, La Versanne, encre marine, 2003.  (ISBN 2-909422-72-0)
- Les Bonheurs de Sophie. Une initiation à la philosophie en 30 mini-leçons, La Versanne, encre marine, 2003.  (ISBN 2-909422-73-9)
- La Phénoménologie dans tous ses états. Le Tournant théologique de la phénoménologie française, suivi de La Phénoménologie éclatée, présentation de Jean-Pierre Cometti, Paris, Gallimard, collection "Folio", 2009.  (ISBN 978-2-07-036317-9)
- Un Testament philosophique, textes choisis et présentés par Anne-Marie Arlaud-Lamborelle et Marc Herceg, Nice-Paris, Éditions Ovadia, collection "Chemins de pensée", 2018  (ISBN 978-2-36392-302-8)

### Sur Dominique Janicaud
- Françoise Dastur, (éd.), Dominique Janicaud. L'intelligence du partage, Paris, Belin, collection "L’Extrême contemporain", 2006. Ce volume contient des contributions de Miguel de Beistegui, Peg Birmingham, Jean-François Courtine, Marc Crépon, Simon Critchley, Françoise Dastur, Michel Deguy, Éliane Escoubas, Daniel Giovannangeli, Jean Grondin, Bernard Flynn, Marc Herceg, David Farell Krell, Alphonso Lingis, Claire Marin, Jean-François Mattéi, Paul-Antoine Miquel, Élisabeth Rigal, John Sallis, Franco Volpi, Arnaud Villani.  (ISBN 2-7011-4356-X)
- Marc Herceg, Le Souci de la métaphysique. Trois études sur Dominique Janicaud et Jean-François Mattéi, Nice-Paris, Éditions Ovadia, collection "Chemins de pensée", 2013.  (ISBN 978-2-36392-045-4)
- Dominique Janicaud. Rationalités, techniques, temporalités, sous la direction de Jean-Luc Gautero et Jean-Paul Larthomas, Noesis no 29, décembre 2017, revue philosophique du Centre de Recherche d'Histoire des Idées de l'Université de Nice Sophia Antipolis, diffusion-distribution Librairie philosophique J. Vrin. Ce volume comprend 7 études : "De la pensée de la contiguïté à l'intelligence du partage. Le parcours philosophique de Dominique Janicaud", par Marc Herceg ; "L'expérience phénoménologique. Réflexions à partir de l'œuvre de Dominique Janicaud", par Robert Legros ; "Les "discours de la méthode" et les dérives de la rationalité", par Jean-Pierre Cometti ; "Janicaud et la question politique", par Philippe Ducat ; "La puissance de la science comme force, pulsion, désir", par Rudolf Bernet ; "La puissance du rationnel sur les terres de Galilée", par Jean-Paul Larthomas ; "Le temps de savoir", par Søren Gosvig Olesen ; "Inintelligent partage de la mort" (poèmes), par Arnaud Villani. 5 textes inédits de Janicaud : "Phénoménologie minimaliste et temporalité. Application à la question du temps et au problème de la mémoire" ; "Les métamorphoses de la transfiguration" ; "Reconstruire le politique" ; "Comment penser la technique et les techniques aujourd'hui ?" ; "Les limites de la technique : mythe et réalités". Bibliographie exhaustive de l'œuvre de Dominique Janicaud.